# 松田杏咲
松田 杏咲（まつだ ももえ、2002年5月18日  - ）は、日本のタレント、元子役。
特技は、ピアノ、水泳、鼻リコーダー、足漕ぎボート。
東京都出身。トゥインクル・コーポレーション所属。以前はセントラルに所属していた。

## 略歴
6歳のときに読者モデルになったことをきっかけに芸能活動を始める。
2015年より4年間、NHK Eテレの『シャキーン!』にモモエ役としてレギュラー出演。
2020年秋より大学受験のため約半年間休業した後、トゥインクル・コーポレーションに移籍して2021年4月より芸能活動を再開。

## 人物
- 特技は、ピアノ、水泳、鼻リコーダー、足漕ぎボートである。

## 出演

### テレビドラマ
- 鍵のない夢を見る 第2夜「美弥谷団地の逃亡者」（2013年9月、WOWOW）敦子（幼少期） 役
- サザエさん（2013年12月1日、フジテレビ）花沢花子 役
- ブラック校則（2019年、日本テレビ）竹田杏 役
- 99.9-刑事専門弁護士- 完全新作SP新たな出会い篇（2021年12月29日、TBS）
- 六本木クラス 第1話（2022年7月7日、テレビ朝日）[4]

### その他のテレビ番組
- ミュージャック（2014年、関西テレビ）ポポラッチのメンバー
- シャキーン!（2015年3月 - 2019年3月、NHK Eテレ）モモエ （2022年3月21日～3月24日、シャキーン! ザ・ライブで、ゲスト出演している）

### 映画
- ブラック校則（2019年）竹田杏 役

## 楽曲

### シャキーンミュージック
- 「逆にパワー」
- 「速度のうた」
- 「もももももえ」
- 「空はどこから」
- 「ずっとね」（2020年、MC卒業年度）
- 「卒業～ここからはるかへ～」（ハモリパート、2022年）
- 「シャキーンの木」（2022年3月、歴代MCと歌唱）
- 「終わる瞬間」（2022年3月、歴代MCと歌唱）

### その他
- らりるれローテーションズ「らりるれローテーション」配信リリース(2023年7月19日　ビクターエンタテインメント) メンバーは 片桐仁、松田杏咲、街裏ぴんく、ちびシャトル、パーツイシバ

## CM
- ACジャパン イイトコメガネ（2013年）